# Campeonato Profesional 1987
Il Campeonato Profesional 1987 fu la quarantesima edizione del campionato colombiano; fu strutturato in due fasi, Apertura e Reclasificación, che davano l'accesso al girone finale da otto squadre. Il campionato fu vinto dal Millonarios per la dodicesima volta nella sua storia.

## Formula
Il torneo di Apertura si svolse in dodici giornate, strutturandosi in un sistema di triangolari e pentagonali divisi regionalmente, più due giornate per definire le prime quattro classificate. Il torneo Finalización, invece, era un girone all'italiana che prevedeva ventotto partite, fino a raggiungere un totale di quaranta incontri tra le due fasi del campionato. Successivamente le otto migliori classificate si disputavano in un altro girone il titolo di campione. Ancora una volta erano previsti punti bonus, così distribuiti: un punto bonus per il primo posto, 0,75 per il secondo, 0,50 per il terzo e 0,25 per il quarto.

## Torneo Reclasificación
| Pos | Squadra                | P  | G  | V  | N  | S  | GF | GS | DR  |
| --- | ---------------------- | -- | -- | -- | -- | -- | -- | -- | --- |
| 1.  | Millonarios            | 62 | 42 | 24 | 14 | 4  | 77 | 47 | 30  |
| 2.  | Atlético Nacional      | 55 | 42 | 22 | 11 | 9  | 58 | 35 | 23  |
| 3.  | América de Cali        | 50 | 42 | 18 | 14 | 10 | 62 | 34 | 28  |
| 4.  | Junior                 | 48 | 42 | 16 | 16 | 10 | 62 | 51 | 11  |
| 5.  | Santa Fe               | 44 | 40 | 16 | 12 | 12 | 68 | 47 | 21  |
| 6.  | Deportivo Cali         | 44 | 40 | 15 | 14 | 11 | 65 | 47 | 18  |
| 7.  | Deportivo Pereira      | 43 | 40 | 14 | 15 | 11 | 48 | 50 | -2  |
| 8.  | Independiente Medellín | 38 | 40 | 14 | 10 | 16 | 45 | 59 | -14 |
| 9.  | Atlético Bucaramanga   | 38 | 40 | 12 | 14 | 14 | 38 | 44 | -6  |
| 10. | Deportes Quindío       | 37 | 40 | 10 | 17 | 13 | 48 | 57 | -9  |
| 11. | Deportes Tolima        | 30 | 40 | 8  | 14 | 18 | 38 | 60 | -22 |
| 12. | Once Caldas            | 25 | 40 | 7  | 11 | 22 | 41 | 69 | -28 |
| 13. | Cúcuta Deportivo       | 27 | 40 | 10 | 7  | 23 | 35 | 60 | -25 |
| 14. | Unión Magdalena        | 27 | 40 | 8  | 11 | 21 | 32 | 55 | -23 |

## Octagonal Final
| Pos | Squadra                | Bonus | P     | G  | V | N | S  | GF | GS | DR  |
| --- | ---------------------- | ----- | ----- | -- | - | - | -- | -- | -- | --- |
| 1.  | Millonarios            | 2     | 22    | 14 | 7 | 6 | 1  | 24 | 8  | 16  |
| 2.  | América de Cali        | 1,25  | 20,25 | 14 | 6 | 7 | 1  | 12 | 6  | 6   |
| 3.  | Santa Fe               | 0,25  | 18,25 | 14 | 7 | 4 | 3  | 15 | 11 | 4   |
| 4.  | Atlético Nacional      | 1,75  | 18,25 | 14 | 6 | 5 | 3  | 26 | 9  | 17  |
| 5.  | Junior                 | 0,25  | 16,25 | 14 | 5 | 6 | 3  | 13 | 10 | 3   |
| 6.  | Deportivo Cali         | 0     | 12    | 14 | 3 | 6 | 5  | 12 | 16 | -4  |
| 7.  | Deportivo Pereira      | 0     | 5     | 14 | 1 | 3 | 10 | 6  | 26 | -20 |
| 8.  | Independiente Medellín | 0     | 5     | 14 | 1 | 3 | 10 | 6  | 28 | -22 |

## Verdetti
- Millonarios campione di Colombia
- Millonarios e América de Cali qualificate alla Coppa Libertadores 1988.

## Classifica marcatori
| Nome                 | Squadra           | Gol |
| -------------------- | ----------------- | --- |
| Jorge Aravena        | Deportivo Cali    | 23  |
| Óscar Eduardo Juárez | Millonarios       | 21  |
| Armando Osma         | Deportivo Cali    | 20  |
| Luis Armando Díaz    | Santa Fe          | 19  |
| Jorge Taverna        | Santa Fe          | 19  |
| Juan Galeano         | Atlético Nacional | 15  |